# Парадайз (Монтана)
Парадайз (англ. Paradise) — переписна місцевість (CDP) в США, в окрузі Сендерс штату Монтана. Населення — 166 осіб (2020).

## Географія
Парадайз розташований за координатами 47°23′6″ пн. ш. 114°47′43″ зх. д. / 47.38500° пн. ш. 114.79528° зх. д. (47.384890, -114.795255).  За даними Бюро перепису населення США в 2010 році переписна місцевість мала площу 0,69 км², з яких 0,64 км² — суходіл та 0,05 км² — водойми.

## Демографія
Згідно з переписом 2010 року, у переписній місцевості мешкали 163 особи в 88 домогосподарствах у складі 41 родини. Густота населення становила 235 осіб/км².  Було 106 помешкань (153/км²).
Расовий склад населення:
| - 95,1 % — білих - 0,6 % — корінних американців - 0,6 % — азіатів - 1,2 % — осіб інших рас |

До двох чи більше рас належало 2,5 %. Частка іспаномовних становила 4,3 % від усіх жителів.
За віковим діапазоном населення розподілялося таким чином: 11,7 % — особи молодші 18 років, 67,4 % — особи у віці 18—64 років, 20,9 % — особи у віці 65 років та старші. Медіана віку мешканця становила 48,7 року. На 100 осіб жіночої статі у переписній місцевості припадало 94,0 чоловіків;  на 100 жінок у віці від 18 років та старших — 94,6 чоловіків також старших 18 років.
Середній дохід на одне домашнє господарство  становив 35 450 доларів США (медіана — 27 188), а середній дохід на одну сім'ю — 40 016 доларів (медіана — 36 607). За межею бідності перебувало 18,1 % осіб, у тому числі 26,5 % дітей у віці до 18 років та 1,9 % осіб у віці 65 років та старших.
Цивільне працевлаштоване населення становило 69 осіб. Основні галузі зайнятості: освіта, охорона здоров'я та соціальна допомога — 30,4 %, роздрібна торгівля — 24,6 %, виробництво — 11,6 %, сільське господарство, лісництво, риболовля — 10,1 %.